# Tschechische Badmintonmeisterschaft 2018
Die Tschechische Badmintonmeisterschaft 2018 fand vom 2. bis zum 4. Februar 2018 in der Sportovní Hala Štěrboholy in Prag statt.

## Medaillengewinner
| Disziplin    | Gold                             | Silber                          | Bronze                            |
| ------------ | -------------------------------- | ------------------------------- | --------------------------------- |
| Herreneinzel | Jan Louda                        | Ondřej Král                     | Milan Ludík                       |
| Herreneinzel | Jan Louda                        | Ondřej Král                     | Lukáš Zevl                        |
| Dameneinzel  | Tereza Švábíková                 | Sabina Milová                   | Kateřina Tomalová                 |
| Dameneinzel  | Tereza Švábíková                 | Sabina Milová                   | Kateřina Zuzáková                 |
| Herrendoppel | Jakub Bitman Pavel Drančák       | Ondřej Král Ivo Stoklas         | Petr Beran Jindřich Kukač         |
| Herrendoppel | Jakub Bitman Pavel Drančák       | Ondřej Král Ivo Stoklas         | Vojtěch Šelong Michal Světnička   |
| Damendoppel  | Alžběta Bášová Michaela Fuchsová | Eliška Maixnerová Hana Milisová | Magdaléna Lajdová Denisa Šikalová |
| Damendoppel  | Alžběta Bášová Michaela Fuchsová | Eliška Maixnerová Hana Milisová | Dominika Kurzová Ivana Zychová    |
| Mixed        | Jakub Bitman Alžběta Bášová      | Tomáš Švejda Sabina Milová      | Michal Hubáček Lucie Krpatová     |
| Mixed        | Jakub Bitman Alžběta Bášová      | Tomáš Švejda Sabina Milová      | Vojtěch Šelong Denisa Šikalová    |